# تبيك
تبيك هي مدينة، في المكسيك، تقع في ولاية ناياريت ، وهي عاصمتها، بلغ عدد سكانها 413,608 نسمة وذلك حسب إحصائيات سنة 2014، تبلغ مساحتها 1,983.3 كيلومتر مربع.

## المناخ
يظهر الجدول التالي التغييرات المناخية على مدار السنة لتبيك:
| البيانات المناخية لـتبيك                                        | البيانات المناخية لـتبيك | البيانات المناخية لـتبيك | البيانات المناخية لـتبيك | البيانات المناخية لـتبيك | البيانات المناخية لـتبيك | البيانات المناخية لـتبيك | البيانات المناخية لـتبيك | البيانات المناخية لـتبيك | البيانات المناخية لـتبيك | البيانات المناخية لـتبيك | البيانات المناخية لـتبيك | البيانات المناخية لـتبيك | البيانات المناخية لـتبيك |
| الشهر                                                           | يناير                    | فبراير                   | مارس                     | أبريل                    | مايو                     | يونيو                    | يوليو                    | أغسطس                    | سبتمبر                   | أكتوبر                   | نوفمبر                   | ديسمبر                   | المعدل السنوي            |
| --------------------------------------------------------------- | ------------------------ | ------------------------ | ------------------------ | ------------------------ | ------------------------ | ------------------------ | ------------------------ | ------------------------ | ------------------------ | ------------------------ | ------------------------ | ------------------------ | ------------------------ |
| الدرجة القصوى °م (°ف)                                           | 31.5 (88.7)              | 33.5 (92.3)              | 34.5 (94.1)              | 38.0 (100.4)             | 35.0 (95.0)              | 39.0 (102.2)             | 37.5 (99.5)              | 38.5 (101.3)             | 35.2 (95.4)              | 39.5 (103.1)             | 36.0 (96.8)              | 36.5 (97.7)              | 39.5 (103.1)             |
| متوسط درجة الحرارة الكبرى °م (°ف)                               | 24.6 (76.3)              | 25.6 (78.1)              | 26.8 (80.2)              | 28.7 (83.7)              | 30.0 (86.0)              | 29.2 (84.6)              | 28.2 (82.8)              | 28.2 (82.8)              | 28.0 (82.4)              | 27.8 (82.0)              | 27.1 (80.8)              | 25.3 (77.5)              | 27.5 (81.5)              |
| المتوسط اليومي °م (°ف)                                          | 16.3 (61.3)              | 16.6 (61.9)              | 17.6 (63.7)              | 19.4 (66.9)              | 21.4 (70.5)              | 23.3 (73.9)              | 23.4 (74.1)              | 23.3 (73.9)              | 23.3 (73.9)              | 21.9 (71.4)              | 19.3 (66.7)              | 17.5 (63.5)              | 20.3 (68.5)              |
| متوسط درجة الحرارة الصغرى °م (°ف)                               | 8.0 (46.4)               | 7.6 (45.7)               | 8.4 (47.1)               | 10.1 (50.2)              | 12.9 (55.2)              | 17.4 (63.3)              | 18.5 (65.3)              | 18.5 (65.3)              | 18.5 (65.3)              | 16.0 (60.8)              | 11.5 (52.7)              | 9.7 (49.5)               | 13.1 (55.6)              |
| أدنى درجة حرارة °م (°ف)                                         | 1.5 (34.7)               | −0.4 (31.3)              | 1.0 (33.8)               | 0.0 (32.0)               | 5.5 (41.9)               | 8.0 (46.4)               | 12.5 (54.5)              | 10.0 (50.0)              | 11.0 (51.8)              | 6.0 (42.8)               | 4.0 (39.2)               | 1.5 (34.7)               | −0.4 (31.3)              |
| الهطول مم (إنش)                                                 | 29.5 (1.16)              | 10.1 (0.40)              | 7.4 (0.29)               | 9.1 (0.36)               | 8.9 (0.35)               | 169.7 (6.68)             | 378.6 (14.91)            | 285.6 (11.24)            | 221.5 (8.72)             | 72.9 (2.87)              | 17.5 (0.69)              | 29.1 (1.15)              | 1٬239٫9 (48.81)          |
| متوسط أيام هطول الأمطار (≥ 0.1 mm)                              | 2.6                      | 1.2                      | 0.4                      | 0.6                      | 0.8                      | 10.7                     | 22.2                     | 20.9                     | 18.1                     | 7.3                      | 1.8                      | 2.8                      | 89.4                     |
| متوسط الرطوبة النسبية (%)                                       | 68                       | 66                       | 64                       | 62                       | 65                       | 73                       | 78                       | 79                       | 79                       | 76                       | 71                       | 69                       | 71                       |
| ساعات سطوع الشمس الشهرية                                        | 229                      | 247                      | 298                      | 305                      | 321                      | 234                      | 186                      | 192                      | 183                      | 236                      | 254                      | 226                      | 2٬911                    |
| المصدر #1: Servicio Meteorológico Nacional (humidity 1981–2000) |                          |                          |                          |                          |                          |                          |                          |                          |                          |                          |                          |                          |                          |
| المصدر #2: Ogimet (sun 1981–2010)                               |                          |                          |                          |                          |                          |                          |                          |                          |                          |                          |                          |                          |                          |

## مدن توأم
المدن التوأم:
- باراموونت، لوس أنجليس، كاليفورنيا
- هافانا القديمة
- كومبوستيلا.

## أعلام
- رامون راميريز
- خوان خوسيه أريولا
- أديليدا مارتينيز أغيلار
- غوستافو أيون
- مارسيلينو بيرنال
- إنريك ليزالد
- أمادو نيرفو